# گمینا کاژمیش
گمینا کاژمیش (به لهستانی:  Gmina Kaźmierz) یک گمینا در لهستان است که در شهرستان شاموتوو واقع شده‌است. گمینا کاژمیش ۱۲۸٫۲ کیلومتر مربع مساحت و ۷٬۲۴۲ نفر جمعیت دارد.